# Heliomata elaborata
Heliomata elaborata är en fjärilsart som beskrevs av Augustus Radcliffe Grote 1863. Heliomata elaborata ingår i släktet Heliomata och familjen mätare. Inga underarter finns listade i Catalogue of Life.